# Муди, Уэсли
Уэ́сли А́ртур (Вес) Му́ди (англ. Wesley Arthur "Wes" Moodie; род. 14 февраля 1979 в Дурбане) — южноафриканский теннисист; победитель одного турнира Большого шлема в парном разряде (Уимблдон-2005); финалист одного турнира Большого шлема в парном разряде (Открытый чемпионат Франции-2009); финалист одного турнира Большого шлема в миксте (Уимблдон-2010); победитель семи турниров ATP (из них один в одиночном разряде); бывшая восьмая ракетка мира в парном разряде.

## Спортивная карьера

### Начало карьеры
Уэсли Муди начал играть в теннис с шести лет. В 1997—2000 годах он учился в колледжах в США, получив начальную учёную степень Associate of Arts. За эти годы четыре раза включался в символическую студенческую сборную США, а в 1999 году привёл сборную Университета Бойсе к победе в региональном чемпионате вузов Большого Запада (англ. Big West Conference).
В 2000 году Муди начал выступать в профессиональных теннисных турнирах и за первый год выиграл два турнира ITF Futures в одиночном разряде и пять в парном, где его партнёром был соотечественник Шон Радмен. На следующий год он завоевал ещё несколько титулов во «фьючерсах» и выиграл свои первые два турнира ATP Challenger, оба в паре с Радменом (в Бристоле и Сеговии). В 2002 году в Сербитоне он впервые вышел в финал «челленджера» в одиночном разряде, а в феврале 2003 года в Рексеме завоевал свой первый одиночный титул в турнире этого уровня. Дойдя в июне до третьего круга на Уимблдоне, он к началу Открытого чемпионата США уже входил в число ста сильнейших теннисистов мира. На 2002 и 2003 годы приходятся первые матчи Муди за сборную ЮАР в Кубке Дэвиса: сначала он помог команде остаться во второй европейско-африканской группе, а затем принял участие в выходе в первую европейско-африканскую группу, за два года выиграв пять из восьми проведенных поединков.
В 2004 году развить успех в одиночном разряде не удалось: Муди трижды выходил в финал «челленджеров», но ни одного не сумел выиграть, а на более крупных турнирах обычно выбывал из борьбы сразу же. Примерно так же обстояли дела в парах, где его лучшим результатом был выход в четвертьфинал на Queen's Club Championships в Лондоне.

### 2005—2008
В 2005 году Муди преподнёс сенсацию: теннисист, находящийся на 151 месте в рейтинге пар и ни разу до этого не игравший в финале турнира АТР, выиграл с австралийцем Стивеном Хассом Уимблдонский турнир. Они последовательно обыграли пять посеянных пар, в том числе в полуфинале первую пару мира Бьоркман — Мирный, а в финале — посеянных вторыми Боба и Майка Брайанов. Впервые в истории участники, попавшие в основную сетку парного турнира на Уимблдоне через квалификацию, завоевали главный трофей. Победа на Уимблдоне подняла Муди в рейтинге на 111 мест, а после выхода в финал турнира в Базеле, где он также играл с Хассом, он вошёл в число 25 лучших теннисистов мира в парном разряде. После Базеля Муди и Хасс приняли участие в Кубке Мастерс — итоговом турнире года, — но, проиграв два матча из трёх, не вышли в полуфинал. Этот год стал успешным для Муди и в одиночном разряде: сначала в марте он в пятисетовом матче победил игрока из второй десятки мирового рейтинга Томми Хааса в рамках матча Кубка Дэвиса, а потом в октябре в Токио выиграл первый в карьере турнир АТР, последовательно победив шестерых соперников, находящихся выше него в рейтинге, в том числе 14-ю ракетку мира Радека Штепанека, и переместился с 98 места на 57-е.
В 2006 году Муди удалось в одиночном разряде дойти до третьего круга на Открытом чемпионате США и обыграть в Санкт-Петербурге шестую ракетку мира Николая Давыденко, но в целом сезон, включавший десять подряд поражений в первом круге, оказался для него менее удачным, чем предыдущий, и он не смог удержаться в первой сотне рейтинга. В парном разряде, где с ним выступал в основном Хасс, он только один раз дошёл до финала, но три выступления в полуфиналах позволили ему сохранить место в числе 50 сильнейших игроков в парах. В начале 2007 года он выиграл два турнира в парах, но во второй половине сезона выступал редко, и только две подряд победы в «челленджерах» в конце года позволили ему остаться в топ-50. В одиночном разряде его лучшим результатом стал выход в полуфинал турнира АТР в Ньюпорте, но в целом сезон опять оказался неудачным, и ближе к его концу Муди даже выбыл из второй сотни рейтинга, вернувшись в неё только в середине ноября. В Кубке Дэвиса, в котором сборная ЮАР выступала в третьей европейско-африканской группе, он выиграл все свои матчи, начав серию из шести побед подряд, растянувшуюся на четыре года, и помог сборной подняться на один уровень выше.
В 2008 году Муди уже к середине сезона фактически прекратил выступления в одиночном разряде, сосредоточившись на игре в парах. Результат не заставил себя ждать: с ещё одним южноафриканцем Джеффом Кутзе он за год дошёл до финала в трёх турнирах и один из них, в Оэйраше (Португалия), выиграл. Среди двух проигранных финалов один был сыгран на турнире серии АТР Мастерс в Париже; Кутзе и Муди дошли до полуфинала ещё на трёх турнирах Мастерс (в Майами, в Монте-Карло), где они победили в четвертьфинале Боба и Майка Брайанов, первую пару мира, и в Мадриде), а также на Открытом чемпионате Австралии. В итоге они приняли участие во втором в карьере Муди Кубке Мастерс, но снова не вышли из группового этапа, хотя и победили братьев Брайанов во второй раз за сезон.

### 2009—2011
2009 год стал для Муди рекордным: он четыре раза играл в финалах турниров в парном разряде и выиграл два из них. Оба проигранных турнира относились к наиболее престижным в мире: сначала с Симоном Аспелином он дошёл до финала турнира Мастерс в Мадриде, а месяц спустя с бельгийцем Диком Норманом — до финала Открытого чемпионата Франции, снова победив по пути Брайанов. После финала во Франции последовали две подряд победы на травяных кортах, а затем полуфинал на Уимблдонском турнире, где Боб и Майк Брайаны взяли реванш. В августе с Норманом Муди дошёл также до четвертьфинала на Открытом чемпионате США, проиграв будущим чемпионам, своим обидчикам на «Ролан Гаррос» Лукашу Длоуги и Леандеру Паесу. Поскольку Муди провёл сезон с тремя разными партнёрами, этих успехов не хватило ему для попадания в финальный турнир АТР, но индивидуально он сумел пробиться в число десяти сильнейших теннисистов в парном разряде.
В 2010 году Муди выступает в основном с Норманом, с которым дошёл до полуфинала на Открытом чемпионате Франции и на Уимблдоне (где в очередной раз победил братьев Брайанов), а также до четвертьфинала Открытого чемпионата США. Со своим партнёром по триумфу 2005 года Стивеном Хассом в Хьюстоне он вышел в единственный с начала сезона финал в мужском парном разряде. В конце сезона Муди и Норман сыграли в финальном турнире АТР, где в группе проиграли два из трёх матчей и в полуфинал не вышли. Ещё одного значительного успеха Муди достиг в смешанных парах: с Лизой Реймонд ему удалось дойти до финала на Уимблдоне, где его в очередной раз остановил Леандер Паес, выступавший с Карой Блэк. Муди и Норман играли вместе всю первую половину следующего сезона, но дальше третьего круга им не удалось продвинуться ни в одном турнире. Последним для пары стал Уимблдонский турнир, где их в третьем круге победили Юрген Мельцер и Филипп Пецшнер. В конце июля 2011 года Муди объявил о завершении игровой карьеры.

## Рейтинг на конец года
| Год  | Одиночный рейтинг | Парный рейтинг |
| 2011 |                   | 182            |
| 2010 |                   | 14             |
| 2009 |                   | 10             |
| 2008 | 910               | 14             |
| 2007 | 162               | 49             |
| 2006 | 122               | 47             |
| 2005 | 63                | 24             |
| 2004 | 137               | 172            |
| 2003 | 82                | 178            |
| 2002 | 246               | 188            |
| 2001 | 615               | 200            |
| 2000 | 336               | 285            |
| 1998 | 1324              | 1 384          |

## Выступления на турнирах

### Финалы турнировATPв одиночном разряде (1)

#### Победа (1)
| Легенда                              |
| ------------------------------------ |
| Турниры Большого шлема (0+1)*        |
| Итоговый турнир ATP (0)              |
| Олимпиада (0)                        |
| ATP Мастерс 1000 (0)                 |
| ATP International Gold / АТР 500 (1) |
| ATP International / АТР 250 (0+5)    |

| Титулы по покрытиям | Титулы по месту проведения матчей турнира |
| ------------------- | ----------------------------------------- |
| Хард (1+1)*         | Зал (0)                                   |
| Грунт (0+2)         | Зал (0)                                   |
| Трава (0+3)         | Открытый воздух (1+6)                     |
| Ковёр (0)           | Открытый воздух (1+6)                     |

* количество побед в одиночном разряде + количество побед в парном разряде.
| №  | Дата           | Турнир        | Покрытие | Соперник в финале | Счёт           |
| 1. | 9 октября 2005 | Токио, Япония | Хард     | Марио Анчич       | 1-6 7-6(7) 6-4 |

### Финалы челленджеров и фьючерсов в одиночном разряде (17)

#### Победы (9)
| Условные обозначения |
| Челленджеры (2+7)*   |
| Фьючерсы (7+13)      |

| Титулы по покрытиям | Титулы по месту проведения матчей турнира |
| ------------------- | ----------------------------------------- |
| Хард (6+19)*        | Зал (5+3)                                 |
| Грунт (0)           | Зал (5+3)                                 |
| Трава (1+1)         | Открытый воздух (4+17)                    |
| Ковёр (2)           | Открытый воздух (4+17)                    |

* количество побед в одиночном разряде + количество побед в парном разряде.
| №  | Дата            | Турнир                    | Покрытие    | Соперник в финале   | Счёт                      |
| 1. | 18 июня 2000    | Претория, ЮАР             | Хард        | Дирк Штегман        | 6-3 6-2                   |
| 2. | 2 июля 2000     | Претория, ЮАР             | Хард        | Рик де Вуст         | 7-5 6-3                   |
| 3. | 8 октября 2000  | Эдинбург, Великобритания  | Хард (зал)  | Ли Чайлдс           | 4-5(6) 5-3 4-2 4-5(5) 5-3 |
| 4. | 29 октября 2000 | Хьюстон, США              | Хард        | Александр Васке     | 6-3 6-3                   |
| 5. | 6 октября 2002  | Эдинбург, Великобритания  | Хард (зал)  | Ладислав Шварц      | 6-7(5) 6-4 6-1            |
| 6. | 26 января 2003  | Глазго, Великобритания    | Ковёр (зал) | Томаш Бердых        | 7-6(5) 7-6(5)             |
| 7. | 2 февраля 2003  | Ноттингем, Великобритания | Ковёр (зал) | Стефано Пескосолидо | 3-6 7-6(3) 6-4            |
| 8. | 2 марта 2003    | Рексем, Великобритания    | Хард (зал)  | Стефано Пескосолидо | 6-4 6-3                   |
| 9. | 8 июня 2003     | Сербитон, Великобритания  | Трава       | Алекс Богданович    | 6-4 6-7(2) 6-1            |

#### Поражения (8)
| №  | Дата            | Турнир                       | Покрытие   | Соперник в финале | Счёт              |
| 1. | 25 июня 2000    | Претория, ЮАР                | Хард       | Дирк Штегман      | 1-6 5-7           |
| 2. | 9 июня 2002     | Сербитон, Великобритания     | Трава      | Джефф Моррисон    | 6-7(4) 7-5 6-7(4) |
| 3. | 13 октября 2002 | Джерси, Великобритания       | Хард (зал) | Никлас Тимфьорд   | 3-6 6-7(7)        |
| 4. | 16 февраля 2003 | Саутгемптон, Великобритания  | Хард (зал) | Ричард Блумфилд   | 6-2 6-7(5) 3-6    |
| 5. | 18 апреля 2004  | Леон-де-лос-Альдама, Мексика | Хард       | Джефф Залзенштейн | 3-6 6-3 5-7       |
| 6. | 6 июня 2004     | Сербитон, Великобритания     | Трава      | Кароль Бек        | 4-6 4-6           |
| 7. | 7 ноября 2004   | Хомстед, США                 | Хард       | Рэзван Сабау      | 7-5 2-6 5-7       |
| 8. | 11 июня 2006    | Сербитон, Великобритания     | Трава      | Марди Фиш         | 2-6 6-7(1)        |

### Финалы турниров Большого шлема в парном разряде (2)

#### Победа (1)
| №  | Год  | Турнир              | Покрытие | Партнёр     | Соперники в финале     | Счёт                  |
| 1. | 2005 | Уимблдонский турнир | Трава    | Стивен Хасс | Боб Брайан Майк Брайан | 7-6(4) 6-3 6-7(2) 6-3 |

#### Поражение (1)
| №  | Год  | Турнир                     | Покрытие | Партнёр    | Соперники в финале        | Счёт        |
| 1. | 2009 | Открытый чемпионат Франции | Грунт    | Дик Норман | Лукаш Длоуги Леандер Паес | 6-3 3-6 2-6 |

### Финалы турнировATPв парном разряде (13)

#### Победы (6)
| №  | Дата           | Турнир                  | Покрытие | Партнёр      | Соперники в финале              | Счёт                  |
| 1. | 3 июля 2005    | Уимблдон                | Трава    | Стивен Хасс  | Боб Брайан Майк Брайан          | 7-6(4) 6-3 6-7(2) 6-3 |
| 2. | 7 января 2007  | Аделаида, Австралия     | Хард     | Тодд Перри   | Новак Джокович Радек Штепанек   | 6-4 3-6 [15-13]       |
| 3. | 15 апреля 2007 | Валенсия, Испания       | Грунт    | Тодд Перри   | Ив Аллегро Себастьян Прието     | 7-5 7-5               |
| 4. | 20 апреля 2008 | Оэйраш, Португалия      | Грунт    | Джефф Кутзе  | Джейми Маррей Кевин Ульетт      | 6-2 4-6 [10-8]        |
| 5. | 14 июня 2009   | Лондон, Великобритания  | Трава    | Михаил Южный | Марсело Мело Андре Са           | 6-4 4-6 [10-6]        |
| 6. | 20 июня 2009   | Хертогенбос, Нидерланды | Трава    | Дик Норман   | Юхан Брунстрём Жан-Жюльен Ройер | 7-6(3) 6-7(8) [10-5]  |

#### Поражения (7)
| №  | Дата            | Турнир                     | Покрытие   | Партнёр       | Соперники в финале                | Счёт           |
| 1. | 30 октября 2005 | Базель, Швейцария          | Хард (зал) | Стивен Хасс   | Фернандо Гонсалес Агустин Кальери | 5-7 5-7        |
| 2. | 6 февраля 2006  | Делрей-Бич, США            | Хард       | Крис Хаггард  | Даниэль Нестор Марк Ноулз         | 2-6 3-6        |
| 3. | 4 января 2008   | Доха, Катар                | Хард       | Джефф Кутзе   | Филипп Кольшрайбер Давид Шкох     | 4-6 6-4 [9-11] |
| 4. | 2 ноября 2008   | Париж, Франция             | Хард (зал) | Джефф Кутзе   | Йонас Бьоркман Кевин Ульетт       | 2-6 2-6        |
| 5. | 17 мая 2009     | Мадрид, Испания            | Грунт      | Симон Аспелин | Ненад Зимонич Даниэль Нестор      | 4-6 4-6        |
| 6. | 6 июня 2009     | Открытый чемпионат Франции | Грунт      | Дик Норман    | Лукаш Длоуги Леандер Паес         | 6-3 3-6 2-6    |
| 7. | 10 апреля 2010  | Хьюстон, США               | Грунт      | Стивен Хасс   | Боб Брайан Майк Брайан            | 3-6 5-7        |

### Финалы челленджеров и фьючерсов в парном разряде (33)

#### Победы (20)
| №   | Дата             | Турнир                    | Покрытие   | Партнёр        | Соперники в финале                  | Счёт              |
| 1.  | 11 июня 2000     | Претория, ЮАР             | Хард       | Шон Рудман     | Рик де Вуст Йохан дю Рандт          | 6-3 6-4           |
| 2.  | 18 июня 2000     | Претория, ЮАР             | Хард       | Шон Рудман     | Рик де Вуст Йохан дю Рандт          | 7-5 4-6 7-6(4)    |
| 3.  | 25 июня 2000     | Претория, ЮАР             | Хард       | Шон Рудман     | Рик де Вуст Йохан дю Рандт          | 6-4 6-4           |
| 4.  | 2 июля 2000      | Претория, ЮАР             | Хард       | Шон Рудман     | Рик де Вуст Йохан дю Рандт          | 7-6(4) 7-6(4)     |
| 5.  | 30 июля 2000     | Сент-Джозеф, США          | Хард       | Шон Рудман     | Митихиса Онода Нацуки Харада        | 6-7(6) 7-5 6-4    |
| 6.  | 8 октября 2000   | Эдинбург, Великобритания  | Хард (зал) | Шон Рудман     | Люк Миллиган Гэвин Сонтаг           | 5-4(1) 4-2 5-4(3) |
| 7.  | 22 октября 2000  | Уэйко, США                | Хард       | Шон Рудман     | Вилле Лиукко Ким Тийликайнен        | 6-3 6-4           |
| 8.  | 29 октября 2000  | Хьюстон, США              | Хард       | Шон Рудман     | Эд Картер Брэндон Хок               | 6-3 6-4           |
| 9.  | 5 ноября 2000    | Хаттисберг, США           | Хард       | Шон Рудман     | Томас Блейк Вон Снайман             | 7-6(5) 6-7(6) 6-1 |
| 10. | 3 июня 2001      | Дурбан, ЮАР               | Хард       | Шон Рудман     | Михаэль де Йонг Виллем-Петрус Мейер | 6-3 7-6(2)        |
| 11. | 15 июля 2001     | Бристоль, Великобритания  | Трава      | Шон Рудман     | Туомас Кетола Жиль Эльсенер         | 6-4 6-3           |
| 12. | 5 августа 2001   | Сеговия, Испания          | Хард       | Шон Рудман     | Невилл Годвин Маркос Ондруска       | 7-6(5) 6-3        |
| 13. | 23 сентября 2001 | Ористано, Италия          | Хард       | Дэмиен Робертс | Элиа Гросси Фабрицио Сестини        | 6-3 7-6(4)        |
| 14. | 30 июня 2002     | Андорра-ла-Велья, Андорра | Хард       | Шон Рудман     | Эрмес Гамональ Рикардо Мельо        | 6-2 6-1           |
| 15. | 6 октября 2002   | Эдинбург, Великобритания  | Хард (зал) | Якуб Гашек     | Джонатан Маррей Дэвид Шервуд        | 6-3 3-6 6-3       |
| 16. | 13 октября 2002  | Джерси, Великобритания    | Хард (зал) | Любен Пампулов | Саймон Диксон Джеймс Нельсон        | 6-3 6-2           |
| 17. | 16 марта 2003    | Хошимин, Вьетнам          | Хард       | Рик де Вуст    | Рохан Бопанна Фред Хеммес           | 6-3 3-6 6-3       |
| 18. | 9 января 2005    | Нумеа, Новая Каледония    | Хард       | Стивен Хасс    | Жером Гольмар Харел Леви            | 6-3 6-0           |
| 19. | 25 ноября 2007   | Куала-Лумпур, Малайзия    | Хард       | Стивен Хасс    | Рохан Бопанна Айсам-уль-Хак Куреши  | 7-6(10) 6-3       |
| 20. | 2 декабря 2007   | Нью-Дели, Индия           | Хард       | Рик де Вуст    | Рохан Бопанна Айсам-уль-Хак Куреши  | 6-4 7-6(4)        |

#### Поражения (13)
| №   | Дата             | Турнир                             | Покрытие    | Партнёр             | Соперники в финале              | Счёт              |
| 1.  | 24 сентября 2000 | Мюлуз, Франция                     | Хард (зал)  | Шон Рудман          | Рогир Вассен Вилле Лиукко       | 5-7 3-6           |
| 2.  | 22 июля 2001     | Манчестер, Великобритания          | Трава       | Шон Рудман          | Фредрик Ловен Бен Элвуд         | 6-4 5-7 4-6       |
| 3.  | 30 сентября 2001 | Селарджус, Италия                  | Хард        | Дэмиен Робертс      | Томас Блейк Бенжамин Кассен     | 5-7 4-6           |
| 4.  | 7 октября 2001   | Эдинбург, Великобритания           | Хард (зал)  | Луис Вослу          | Хенрик Андерссон Даг Рут        | 2-6 6-3 5-7       |
| 5.  | 10 февраля 2002  | Ноттингем, Великобритания          | Ковёр (зал) | Луис Вослу          | Джон Доран Эндрю Пейнтер        | 6-4 4-6 4-6       |
| 6.  | 24 февраля 2002  | Кингстон-апон-Халл, Великобритания | Ковёр (зал) | Ив Аллегро          | Фредерик Нимейер Жиль Эльсенер  | 4-6 4-6           |
| 7.  | 3 марта 2002     | Гамбург, Германия                  | Ковёр (зал) | Шон Рудман          | Марк Мерклейн Пауль Роснер      | 3-6 4-6           |
| 8.  | 12 мая 2002      | Сьюдад-Обрегон, Мексика            | Хард        | Виллем-Петрус Мейер | Трейс Филдинг Зак Флейшман      | 6-3 3-6 4-6       |
| 9.  | 26 мая 2002      | Фукуока, Япония                    | Хард        | Нико Карагианнис    | Лу Яньсюнь Джон Хуэй            | 3-6 7-5 4-6       |
| 10. | 26 января 2003   | Глазго, Великобритания             | Ковёр (зал) | Марко Кьюдинелли    | Петер Весселс Эдвин Кемпес      | 6-2 6-7(9) 6-7(5) |
| 11. | 2 марта 2003     | Рексем, Великобритания             | Хард (зал)  | Ив Аллегро          | Даниэле Браччали Федерико Луцци | Без игры          |
| 12. | 29 мая 2005      | Пусан, Южная Корея                 | Хард        | Джастин Гимелстоб   | Пол Голдстейн Раджив Рам        | Без игры          |
| 13. | 22 апреля 2007   | Кардифф, Великобритания            | Хард (зал)  | Пол Бакканелло      | Ян Вацек Павел Шнобель          | Без игры          |

### Финалы турниров Большого шлема в смешанном парном разряде (1)

#### Поражение (1)
| №  | Год  | Турнир   | Покрытие | Партнёр      | Соперники в финале     | Счёт       |
| 1. | 2010 | Уимблдон | Трава    | Лиза Реймонд | Кара Блэк Леандер Паес | 4-6 6-7(5) |

## История выступлений на турнирах
| Турнир                       | 2003  | 2005   | 2006  | 2007  | 2008   | 2009  | 2010   | 2011  | Итого  | В/П за карьеру |
| ---------------------------- | ----- | ------ | ----- | ----- | ------ | ----- | ------ | ----- | ------ | -------------- |
| Турниры Большого шлема       |       |        |       |       |        |       |        |       |        |                |
| Открытый чемпионат Австралии | -     | 3Р     | 3Р    | 3Р    | 1/2    | 2Р    | 1Р     | 1Р    | 0 / 7  | 11-7           |
| Открытый чемпионат Франции   | -     | -      | 2Р    | 1Р    | 2Р     | Ф     | 1/2    | 1Р    | 0 / 6  | 10-6           |
| Уимблдонский турнир          | К     | П      | 3Р    | 3Р    | 2Р     | 1/2   | 1/2    | 3Р    | 1 / 7  | 21-6           |
| Открытый чемпионат США       | -     | 1Р     | 1Р    | 1Р    | -      | 1/4   | 1/4    | -     | 0 / 5  | 6-5            |
| Итог                         | 0 / 0 | 1 / 3  | 0 / 4 | 0 / 4 | 0 / 3  | 0 / 4 | 0 / 4  | 0 / 3 | 1 / 25 |                |
| В/П в сезоне                 | 0-0   | 8-2    | 5-4   | 4-4   | 6-3    | 12-4  | 11-4   | 2-3   |        | 48-24          |
| Итоговые турниры             |       |        |       |       |        |       |        |       |        |                |
| Итоговый турнир ATP          | -     | Группа | -     | -     | Группа | -     | Группа | -     | 0 / 3  | 3-6            |

| Турнир                       | 2006  | 2007  | 2008  | 2009  | 2010  | 2011  | Итог   | В/П за карьеру |
| ---------------------------- | ----- | ----- | ----- | ----- | ----- | ----- | ------ | -------------- |
| Турниры Большого шлема       |       |       |       |       |       |       |        |                |
| Открытый чемпионат Австралии | -     | -     | -     | 1/4   | 1/2   | 1Р    | 0 / 3  | 5-3            |
| Открытый чемпионат Франции   | -     | -     | 1Р    | -     | 1Р    | 1Р    | 0 / 3  | 0-3            |
| Уимблдонский турнир          | 3Р    | 3Р    | 2Р    | 1Р    | Ф     | 1Р    | 0 / 6  | 9-6            |
| Открытый чемпионат США       | -     | -     | -     | 1Р    | 1/4   | -     | 0 / 2  | 2-2            |
| Итог                         | 0 / 1 | 0 / 1 | 0 / 2 | 0 / 3 | 0 / 4 | 0 / 3 | 0 / 14 |                |
| В/П в сезоне                 | 2-1   | 2-1   | 1-2   | 2-3   | 9-4   | 0-3   |        | 16-14          |